# Stemonosudis gracilis
Stemonosudis gracilis is een  straalvinnige vissensoort uit de familie van barracudinas (Paralepididae). De wetenschappelijke naam van de soort is voor het eerst geldig gepubliceerd in 1933 door Ege.
De soort staat op de Rode Lijst van de IUCN als niet bedreigd, beoordelingsjaar 2009.